# Coquelles

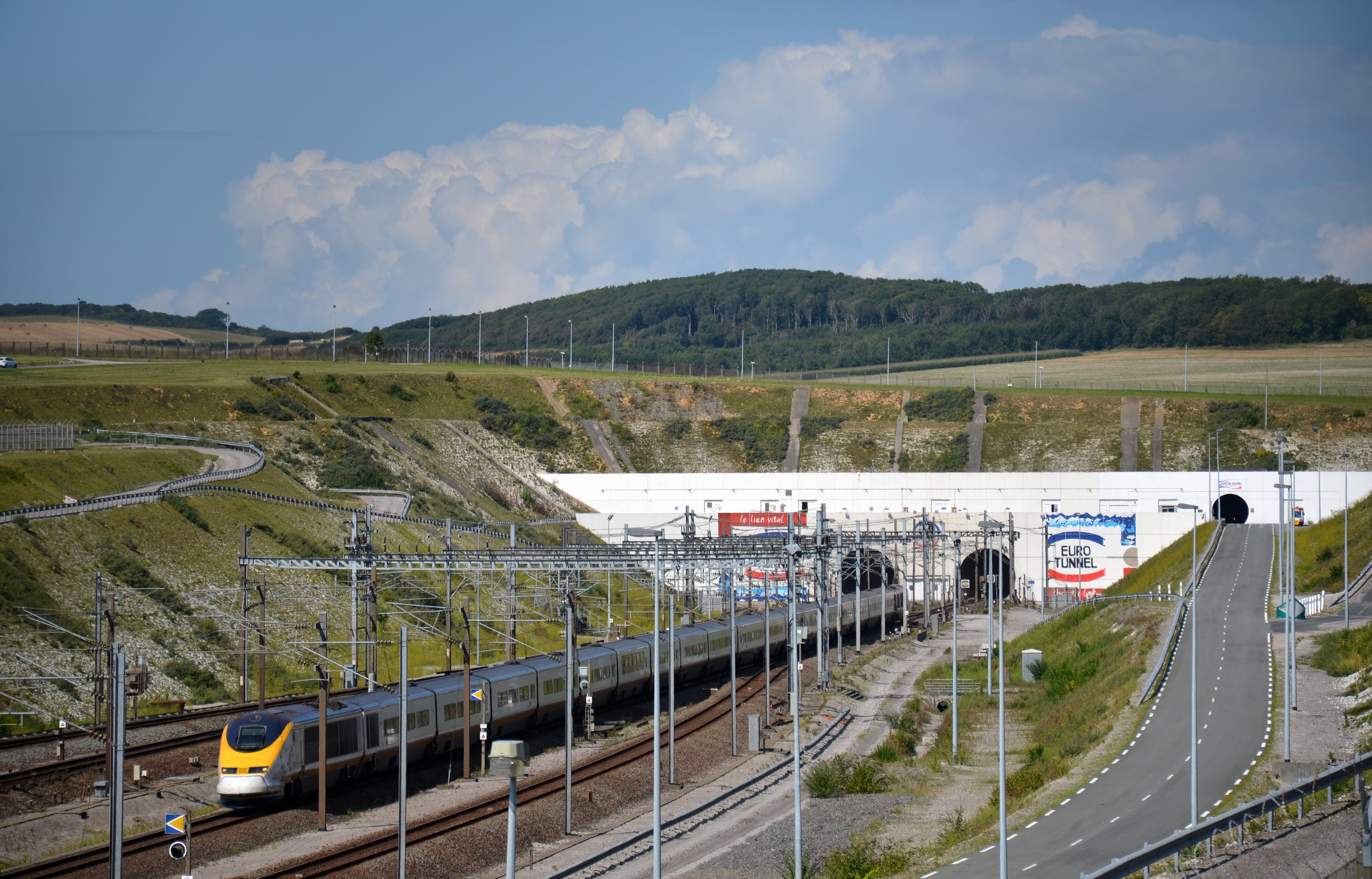
A Csatorna alagút bejárata a település közelében

Coquelles település Franciaországban, Pas-de-Calais megyében. Lakosainak száma 2625 fő (2022. január 1.). Coquelles Sangatte, Peuplingues, Bonningues-lès-Calais, Calais, Coulogne, Fréthun és Hames-Boucres községekkel határos.

## Népesség
A település népességének változása:
| Lakosok száma | 2386 | 2519 | 2541 | 2611 | 2603 | 2602 | 2601 | 2647 | 2625 |
|               | 2013 | 2015 | 2016 | 2017 | 2018 | 2019 | 2020 | 2021 | 2022 |

## Látványosságok
A település leginkább arról nevezetes, hogy itt található a Csatorna-alagút franciaországi bejárata, melyen át Angliába utazhatunk. 